# Jorge Arteaga
Jorge Arteaga Castillo (Lima, 29 de diciembre de 1966) es un exfutbolista peruano que se desempeñaba como defensa central.

## Trayectoria
Llegó al Sporting Cristal en mayo de 1983 luego de ser observado en el Campeonato Juvenil "Chabuca Granda" donde jugó por su colegio "La Gran Unidad Escolar José Granda". 
En 1984 fue promovido y debutó un 5 de agosto en la ciudad de Talara ante Club Atlético Torino, a los 17 años. En 1985 fue prestado al Alcides Vigo que disputó la Segunda División. 
En 1986 regresó a Cristal bajo la DT. de Héctor Chumpitaz y se ganaría la titularidad en el cuadro rimense, mostrando temple y entrega total en la zaga central, logrando a base de esfuerzo el cariño de la hinchada celeste. 
Obtuvo los campeonatos de 1988 y 1991, ambos ante Universitario de Deportes, y los subcampeonatos de 1989 y 1992. Se mantuvo hasta febrero de 1993, llegando incluso a jugar por cuarta vez la Copa Libertadores (los 2 primeros partidos), pero ya arrastraba un dolor (desde diciembre del 92) que se convirtió en una grave lesión a la rodilla que lo alejaría del fútbol en toda esa temporada.
A mediados de 1994 volvió al fútbol, lo hizo por el Sport Boys, luego en Deportivo Municipal, FBC Melgar, Alianza Atlético y se retiró en el Juan Aurich en 1999.

## Asistente Técnico y Menores
Luego de su retiro ha tenido varios períodos como asistente técnico e interino, en Juan Aurich en el 2000, en FBC Melgar en 2009, en el recién ascendido Los Caimanes el año 2014 como asistente de Teddy Cardama, asimismo en las menores del Alianza Atlético el 2016, posteriormente en el José Gálvez el 2017. 
El año 2019 obtuvo el torneo Apertura como asistente de Javier Arce en el Deportivo Binacional; por temas económicos tuvieron que dejar el club y en septiembre de 2020 nuevamente es parte del CT. del Deportivo Binacional nuevamente con Javier Arce de DT.

## Selección nacional
Fue convocado a la Selección Sub-20 que participó en 1985 en Paraguay en torneo Juventud de América. En noviembre de 1985 participó en los Juegos Bolivarianos de Fútbol dirigido por Luis Cruzado.
Fue internacional con la Selección de fútbol del Perú en 19 ocasiones. Participó en las ediciones de la Copa América de 1987 y 1989, y las eliminatorias para el Mundial Italia 1990.

## Clubes
| Club                | País | Año       |
| ------------------- | ---- | --------- |
| Sporting Cristal    | Perú | 1984-1985 |
| Alcides Vigo        | Perú | 1985      |
| Sporting Cristal    | Perú | 1986-1993 |
| Sport Boys          | Perú | 1994      |
| Deportivo Municipal | Perú | 1995      |
| FBC Melgar          | Perú | 1996      |
| Alianza Atlético    | Perú | 1997      |
| FBC Melgar          | Perú | 1998      |
| Juan Aurich         | Perú | 1999      |

## Palmarés

### Campeonatos nacionales
| Título                    | Club             | País | Año  |
| ------------------------- | ---------------- | ---- | ---- |
| Primera División del Perú | Sporting Cristal | Perú | 1988 |
| Primera División del Perú | Sporting Cristal | Perú | 1991 |